# Elatine ojibwayensis
Elatine ojibwayensis är en slamkrypeväxtart som beskrevs av Garneau. Elatine ojibwayensis ingår i släktet slamkrypor, och familjen slamkrypeväxter. Inga underarter finns listade i Catalogue of Life.